# Siccia humilis
Siccia humilis är en fjärilsart som beskrevs av Rothschild 1924. Siccia humilis ingår i släktet Siccia och familjen björnspinnare. Inga underarter finns listade i Catalogue of Life.